# Trimethylenmethan
Trimethylenmethan (zkráceně TMM) je organická sloučenina se vzorcem C4H6, elektricky nenabitá molekula patřící mezi radikály, kterou lze považovat za odvozenou od isobutenu (C4H8) odtržením dvou vodíkových atomů z koncových methylových skupin.

## Struktura
Elektronová struktura trimethylenmethanu byla poprvé popsána v roce 1948. Tato čtyřuhlíkatá molekula obsahuje čtyři molekulové orbitaly typu π. Při zachycení v pevné matrici za teplot okolo 90 K (-183 °C) je všech šest vodíkových atomů molekuly rovnocenných, látku tak lze popsat jako zwitterion, nebo jako nejjednodušší konjugovaný uhlovodík bez Kekulovské struktury. Vyskytuje se v rovnováze mezi těmito třemi strukturami:
|  |  |  |

Základní stav trimethylenmethanu je tripletový (3A2′/3B2), a látka je tedy diradikálem.
Výpočty byl zjištěn rovinný tvar s trojčetnou rotační symetrií a délkami vazeb přibližně 140 pm (C–C) a 108 pm (C–H). Úhly H–C–H v methylenových skupinách činí 121°.
První singletový excitovaný stav, 11A1 (1,17 eV nad základním stavem), je diradikálem s rovinnou geometrií a plně degenerovanou trojitou (D3h) symetrií. Druhý, 11B2 (také o energii 1,17 eV), vykazuje D3h-symetrickou rovnováhu mezi trojicí ekvivalentních geometrií; každá z nich má jednu vazbu C–C delší (148 pm) a dvě kratší (138 pm), a je rovinná a dvoustranně symetrická, s odchylkou v podobě vybočení methylenu z roviny o 79° (C2 symetrie). Třetí singlet, 21A1/1A1′ (3,88 eV), tvoří rovnováhu tří D3h-symetrických rovinných geometrií, kde má každá jednu vazbu C–C kratší a dvě delší (C2ν symetrie).
Dalšímu stavy o vyšších energiích jsou degenerované triplety, 13A1 a 23B2 (4,61 eV), s jedním excitovaným elektronem; a kvintetový stav, 5B2 (7,17 eV), kde jsou orbitaly p obsazeny pokaždé jedním elektronem, se symetrií typu D3h.

## Příprava
Trimethylenmethan byl poprvé připraven fotolýzou diazosloučeniny 4-methylen-Δ1-pyrazolinu za odštěpení dusíku, ve zmrazeném zředěném roztoku při -196 °C.
Lze jej také získat fotolýzou 3-methylencyklobutanonu, ve chladném roztoku i krystalického, s odštěpením oxidu uhelnatého. Vzniklý trimethylenmethan je možné v obou uvedených případech detekovat elektronovou paramagnetickou rezonancí.
Další možností přípravy trimethylenmethanu je reakce kovového draslíku s 2-jodmethyl-3-jodpropenem a plynným dijodizobutenem (IH2C)2C=CH2; produkt se ale rychle dimerizuje na 1,4-dimethylencyklohexan a vzniká také 2-methylpropen odštěpením dvou vodíkových atomů z dalších molekul (uhlovodíků nebo hydridu draselného).

## Organokovové sloučeniny
Trimethylenmethan vytváří organokovové komplexy, jako například Fe(C4H6)(CO)3, který se připravuje otevíráním kruhu methylencyklopropanu nonakarbonylem diželeza (Fe2(CO)9). Získat se tento komplex dá též podvojnou záměnou z tetrakarbonylželeznatanu sodného (Na2Fe(CO)4) a 1,1-bis(chlormethyl)ethenu (H2C=C(CH2Cl)2) Obdobnými reakcemi vznikají také komplexy M(TMM)(CO)4 (M = Cr, Mo). Reakce vytvářející Mo(TMM)(CO)4 také vytváří Mo(C8H12)(CO)3, obsahující dimerizovaný TMM ligand.
Komplexy TMM mají využití v organické syntéze při trimethylenmethanových cykloadicích, jako je palladiem katalyzovaná [3+2] cykloadice trimethylenmethanu.

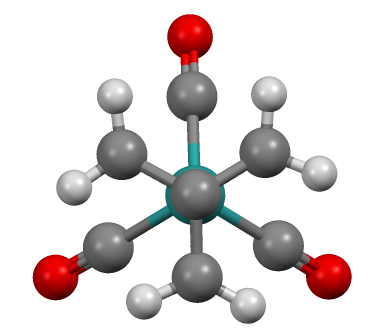
Struktura Ru(TMM)(CO)_{3}